# Thomas Scheuring
Thomas Scheuring (* 13. Dezember 1981 in Göppingen) ist ein deutscher Fußballspieler.

## Karriere
Scheuring spielte in seiner Jugend für den TSGV Albershausen, später für den VfB Stuttgart. Bis 2003 spielte er für den AC Catania Kirchheim, zur Saison 2003/04 wechselte er zum Verbandsligisten VfL Kirchheim/Teck. Am 31. August 2003 spielte er mit dem Verein in der ersten Runde des DFB-Pokals gegen Hannover 96 (0:3-Sieg für Hannover). Ab 2004 war er für den SSV Reutlingen aktiv, zunächst von 2004 bis 2006 in der Oberliga Baden-Württemberg und anschließend von 2006 bis 2008 in der damals noch drittklassigen Regionalliga Süd. Zur Saison 2008/09 wechselte er zum zypriotischen Erstligisten Omonia Nikosia. 
Nach nur einem Jahr auf Zypern wechselte Scheuring 2009 aber wieder zurück nach Deutschland zum VfR Aalen, der aus der Dritten Liga abgestiegen war und für die neue Saison in der nun viertklassigen Regionalliga Süd eine bis auf drei Spieler komplett neue Mannschaft zusammenstellte. Scheuring wurde Stammspieler und erreichte mit dem Verein den direkten Wiederaufstieg in die Dritte Liga sowie den Sieg des WFV-Pokals, der an der Teilnahme an der ersten Runde des DFB-Pokals berechtigt.
Sein Profi-Debüt in Deutschland gab Scheuring am ersten Spieltag der neuen Drittligasaison am 24. Juli 2010 bei der 3:0-Auswärtsniederlage gegen den Zweitligaabsteiger Hansa Rostock. Im Mai 2011 scheiterten Verhandlungen über eine Verlängerung des auslaufenden Vertrags, Scheuring verließ daraufhin den Verein und schloss sich dem SV Waldhof Mannheim, der zuvor in die Regionalliga Süd aufgestiegen war, an, wo sein Vertrag jedoch nach einer Saison nicht verlängert wurde.
Scheuring zog sich aus dem Profisport zurück und war zunächst ein halbes Jahr lang vereinslos, ehe er sich im Frühjahr 2013 dem Verbandsligisten 1. Göppinger SV anschloss. Im Sommer 2013 lehnte er aus beruflichen Gründen ein Angebot für eine Rückkehr zum SSV Reutlingen ab und wechselte stattdessen zum Landesligisten SV Ebersbach. Dort blieb er bis 2017. Die Spielzeit 2017/18 verbrachte er beim Verbandsligisten Calcio Leinfelden-Echterdingen. 
Zur Saison 2018/19 übernahm Scheuring das Amt des Spielertrainers beim A-Kreisligisten 1. FC Eislingen, mit dem er 2019 in die Bezirksliga aufstieg. Im Februar 2024 gab der Verein bekannt, Scheurings Vertrag am Saisonende nicht mehr zu verlängern.